# エル・オホ

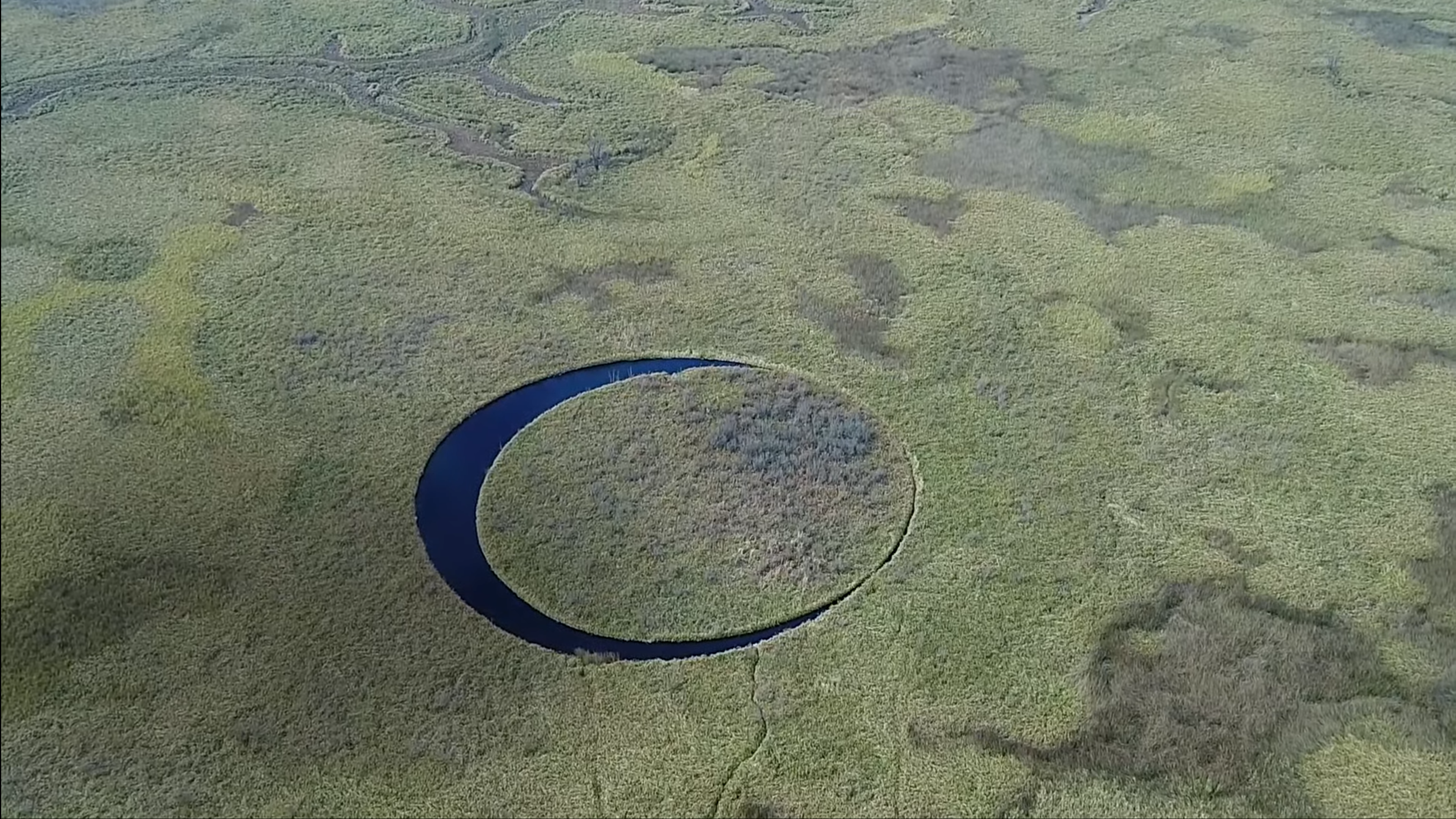
エル・オホ島の航空写真

エル・オホ（スペイン語：El Ojo）は、アルゼンチンのブエノスアイレス州にあるパラナ川三角州に位置する無人の浮島である。島は円形であり、島より少し大きな円形の湖に浮かぶ。

## 概要
島の形はほぼ完全な円形をしており、浮島の中では珍しい。島は下にある川の流れによって常に自転している。島の直径は約118メートル。
エル・オホはアルゼンチンの映画監督セルジオ・ノイスピラーによって発見された。島がいつ、どのように形成されたのかは不明。ノイスピラーによると、島は1980年代の衛星画像で確認されている。上空から見ると目に似ていることからスペイン語で目を意味する「エル・オホ」という名前が付けられた。
2016年、セルジオ・ノイスピラーと水力工学者のリカルド・ペトローニは、スクーバダイビングや無人航空機によるデータ収集、土壌や植物の分析を行うことために、クラウドファンディングを開始したが、資金調達は失敗し、目標額5万米ドルのうち9898米ドルにしか達しなかった。